# Yang Yang (bádminton)
Yang Yang (en chino: 杨阳; 9 de diciembre de 1963) es un deportista chino que compitió en bádminton, en la modalidad individual.
Ganó tres medallas en el Campeonato Mundial de Bádminton entre los años 1985 y 1989.

## Palmarés internacional
| Campeonato Mundial | Campeonato Mundial  | Campeonato Mundial | Campeonato Mundial |
| Año                | Lugar               | Medalla            | Prueba             |
| ------------------ | ------------------- | ------------------ | ------------------ |
| 1985               | Calgary (Canadá)    | Medalla de bronce  | Individual         |
| 1987               | Pekín (China)       | Medalla de oro     | Individual         |
| 1989               | Yakarta (Indonesia) | Medalla de oro     | Individual         |